# Marcin Zaleski

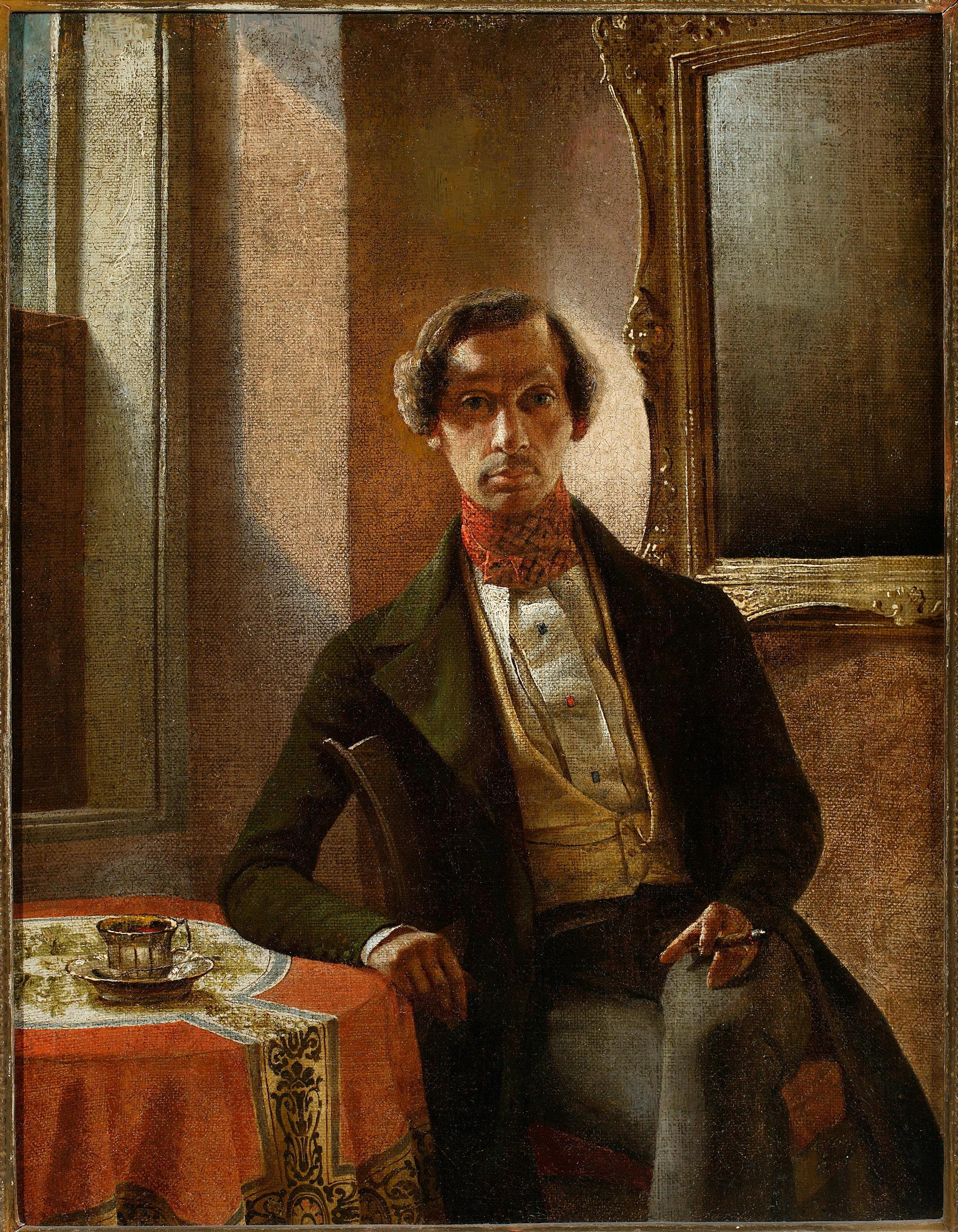
Selbstporträt (Öl auf Leinwand), ca. 1840, Bestand Nationalmuseum Warschau

Marcin Zaleski (* 1796 in Krakau; † 16. September 1877 in Warschau) war ein polnischer Maler, Hochschullehrer und Vertreter des Klassizismus. Er gehörte zu den bedeutendsten polnischen Vedutenmalern des 19. Jahrhunderts.

## Leben
Zaleski wurde in Krakau geboren. Er war Autodidakt. Er brachte sich das Malen über das Kopieren von Gemälden bei. Als Hilfskraft in der Theaterdekoration erlernte er das perspektivische Zeichnen. 1828 wurden einige seiner Bilder ausgestellt; er gewann eine Auszeichnung und ein Stipendium. Auf Reisen nach Deutschland, Frankreich und Italien vertiefte er seine Fertigkeiten. Oft besuchte der Maler Wilna. Ab 1830 lebte er in Warschau. 1846 wurde er hier als Professor an den Lehrstuhl für perspektivisches Zeichen der Akademie der Bildenden Künste berufen.
Er malte (wie auch Wincenty Kasprzycki) Stadtansichten in der Tradition von Bernardo Bellotto, genannt Canaletto. Bevorzugte Sujets waren Warschau, Vilnius (Wilna), Kaunas, Krakau, Posen und Tschenstochau. Daneben entstanden Rauminnenansichten (z. B. von Kirchen), Porträts und – vor allem im Zusammenhang mit dem Novemberaufstand in Warschau, den er miterlebt hatte – historische Werke; dennoch steht auch hier die Architektur im Vordergrund. Viele seiner Bilder dienten aufgrund der Präzision der dargestellten Gebäude beim Wiederaufbau des zerstörten Warschaus nach dem Zweiten Weltkrieg als Vorlage.
Zaleski wurde auf dem Warschauer Powązki-Friedhof bestattet (Grab-Nr. 158.VI). Werke von ihm befinden sich außerhalb Polens im Adam Mickiewicz-Museum in Istanbul und im Palastmuseum im belarussischen Homel.

## Galerie

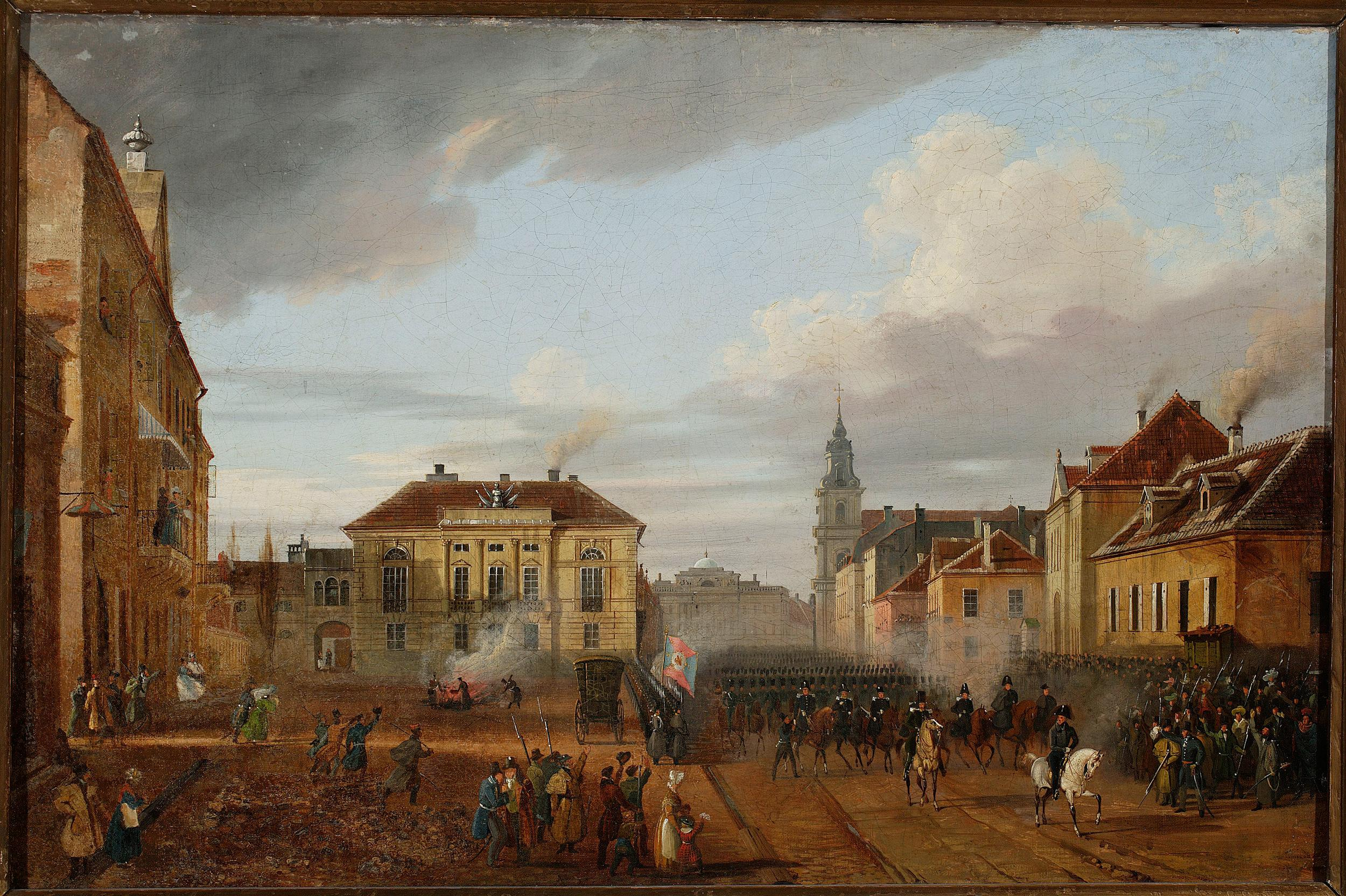
Die Rückkehr der polnischen Truppen aus Wierzbno (poln.: Powrót oddziałów wojska polskiego z Wierzbna), 1831, Bestand Nationalmuseum Warschau
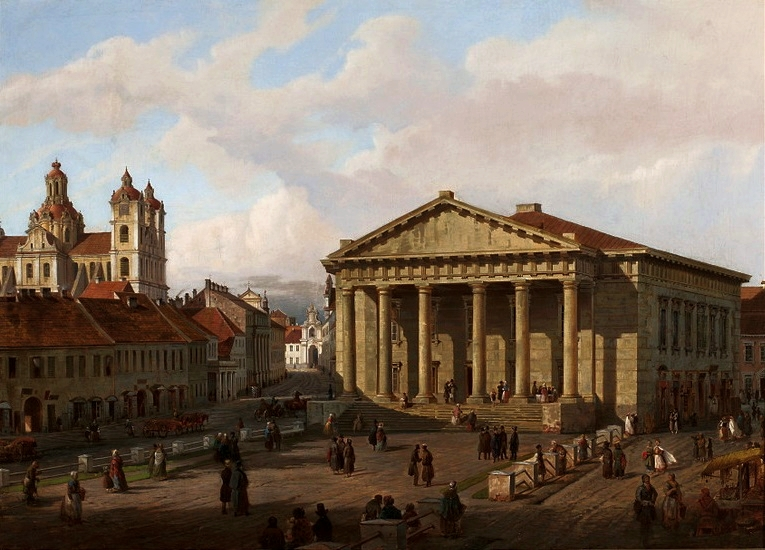
Rathaus von Vilnius (poln.: Ratusz w Wilnie) ca. 1846, Bestand Nationalmuseum Warschau
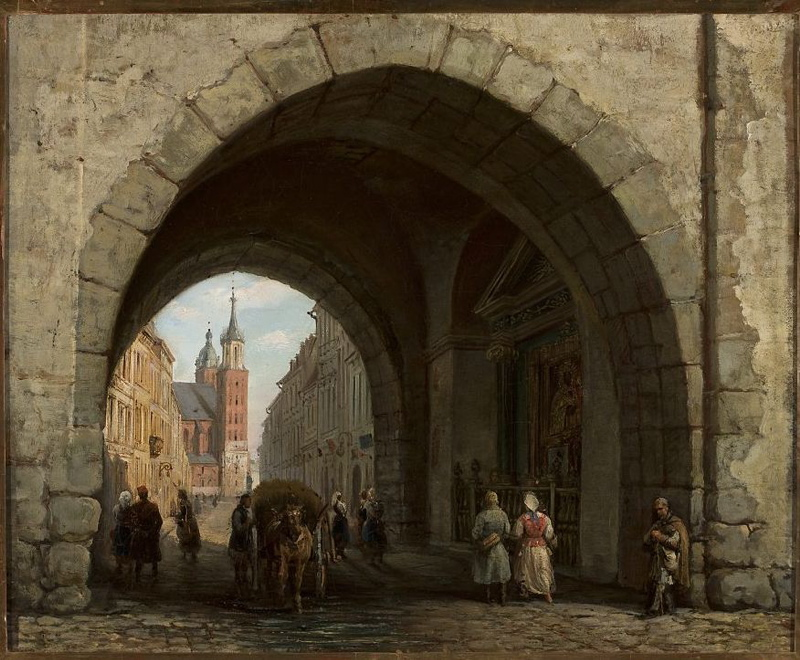
Florianstor in Krakau (poln.:Brama Floriańska w Krakowie), 1844, Bestand Nationalmuseum Warschau